# Джелич, Божидар
Божидар Джелич (серб. Božidar Đelić, Божидар Ђелић; 1 апреля 1965, Белград) — сербский экономист и политик.

## Биография
Родился в Белграде, детство провёл в Париже. Окончил бизнес-школу «HautesEtudesCommerciales» и Парижский институт политических наук (InstitutdeSciencesPolitiquesdeParis), в 1988 году окончил магистратуру в Высшей школе общественных наук, изучал государственное управление в Гарвардском институте государственного управления им. Джона Ф. Кеннеди (John F. Kennedy School of Government) в 1991 году.
В 1991—1992 гг. был советником Правительства Польши в области приватизации и макроэкономических реформ.
В 1992—1993 гг. — советник и. о. премьер-министра РФ Егора Гайдара по вопросам макроэкономических реформ и вице-премьера Анатолия Чубайса по вопросам программы приватизации. Руководил Отделом по макроэкономики и финансов в кабинете министра финансов Бориса Фёдорова.
В 1993—2000 — партнер в консалтинговой компании «McKinsey & Company» в Париже и в Силиконовой долине.
В 1997 году возглавлял команду советников по реформам экономики румынского премьер-министра Виктора Чорби.
С октября по декабрь 2000 был руководителем экспертной команды вице-премьера СРЮ Миролюба Лабуса, ответственным за разработку экономической программы.
В 2001—2003 гг. — Министр финансов в правительстве Зорана Джинджича.
В 2005—2007 гг. — Директор группы «Crédit Agricole» по Восточной Европе, наряду с другим руководил переговорами по приобретению «Индекс-банка» на Украине.
После досрочных выборов 2007 года Джелич был кандидатом на пост премьер-министра Сербии от Демократической партии, однако, по условиям коалиционного соглашения с Демократической партией Сербии, премьером стал Воислав Коштуница, а Джеличу достался портфель вице-премьера, ответственного за европейскую интеграцию.
После досрочных выборов 11 мая 2008 года и формирования правительства Мирко Цветковича, Божидар Джелич получил должность вице-премьера по европейской интеграции и министра науки и технологического развития, был главным сербским переговорщиком по вопросам вступления в ЕС, координировал программы финансовой помощи ЕС Сербии.
9 января 2011, после того как Европейский совет не предоставил Сербии статус кандидата на вступление в ЕС, Джелич подал в отставку.
В январе 2014 года стал исполнительным директором инвестиционного банка «Lazard» в Париже.
Свободно владеет французским, английским, русским, немецким и польским языками.